# En ängel med temperament
En ängel med temperament är en amerikansk film från 1934 i regi av Jack Conway.

## Handling
Eadie är fast besluten att gifta sig rikt. Hon lämnar hemstaden Missouri och reser med bästa vännen Kitty till New York. Där får hon jobb som körflicka och blir snabbt bekant med miljonären T.R. Paige Jr.

## Rollista
- Jean Harlow - Eadie
- Lionel Barrymore - T.R. Paige
- Franchot Tone - T.R. Paige Jr.
- Lewis Stone - Frank Cousins
- Patsy Kelly - Kitty Lennihan
- Alan Mowbray - Lord Douglas
- Clara Blandick - Miss Newberry
- Hale Hamilton - Charlie Turner
- Henry Kolker - Senator Titcombe
- Nat Pendleton - livvakt